# Рибачи
Полуостров Риба̀чи (на руски: Рыбачий полуостров) е полуостров в северозападната част на Мурманска област в Русия, вдаващ се във водите на Баренцово море. Дължина от северозапад на югоизток 57 km, ширина до 27 km. Чрез тесен (1,7 km) провлак се свързва с полуостров Средни, а той от своя страна – с континента. На запад заливът Голяма Волковая го отделя от полуостров Средни, а на юг Мотовския залив и неговото продължание заливът Голяма Мотка – от континента и полуостров Средни. Релефът на полуострова представлява плато, изградено от глинести шисти, пясъчници и варовици, със стръмни склонове спускащи се към морето. Максимална височина връх Ейна 299 m, разположен в южната му част. Покрит е с тундрова растителност. Поради топлото Нордкапско морско течение морето край бреговете на полуострова не замръзва. Има три малки населени места: Зубовка, Ципнаволок и Вайда Губа.
Рибачи е единственото място, където нацистите не са преминали границата на СССР в 1941 г. Боевете продължават 1195 дни, до 1944 г.

## Топографска карта
- Лист от карта R-36-XXI,XXII Порт-Владимир. Мащаб: 1 : 200 000. Указать дату выпуска/состояния местности.